# شاسيرال
شاسيرال (بالإنجليزية: Chasseral)‏ هو أحد جبال سلسلة جورا ويقع في كانتون برن في سويسرا. يحتل المرتبة رقم 410 في قائمة جبال سويسرا من حيث الارتفاع، إذ يبلغ ارتفاعه حوالي 1607 متر، بينما يبلغ ارتفاع نتوء الجبل 667 متر.

## المناخ
يظهر الجدول التالي التغييرات المناخية على مدار السنة لشاسيرال:
| البيانات المناخية لـشاسيرال       | البيانات المناخية لـشاسيرال | البيانات المناخية لـشاسيرال | البيانات المناخية لـشاسيرال | البيانات المناخية لـشاسيرال | البيانات المناخية لـشاسيرال | البيانات المناخية لـشاسيرال | البيانات المناخية لـشاسيرال | البيانات المناخية لـشاسيرال | البيانات المناخية لـشاسيرال | البيانات المناخية لـشاسيرال | البيانات المناخية لـشاسيرال | البيانات المناخية لـشاسيرال | البيانات المناخية لـشاسيرال |
| الشهر                             | يناير                       | فبراير                      | مارس                        | أبريل                       | مايو                        | يونيو                       | يوليو                       | أغسطس                       | سبتمبر                      | أكتوبر                      | نوفمبر                      | ديسمبر                      | المعدل السنوي               |
| --------------------------------- | --------------------------- | --------------------------- | --------------------------- | --------------------------- | --------------------------- | --------------------------- | --------------------------- | --------------------------- | --------------------------- | --------------------------- | --------------------------- | --------------------------- | --------------------------- |
| متوسط درجة الحرارة الكبرى °م (°ف) | 0.2 (32.4)                  | −0.4 (31.3)                 | 1.4 (34.5)                  | 4.6 (40.3)                  | 9.7 (49.5)                  | 13.0 (55.4)                 | 15.5 (59.9)                 | 15.1 (59.2)                 | 11.5 (52.7)                 | 8.4 (47.1)                  | 3.1 (37.6)                  | 0.9 (33.6)                  | 6.9 (44.4)                  |
| المتوسط اليومي °م (°ف)            | −2.5 (27.5)                 | −2.9 (26.8)                 | −1.1 (30.0)                 | 1.5 (34.7)                  | 6.1 (43.0)                  | 9.3 (48.7)                  | 11.7 (53.1)                 | 11.5 (52.7)                 | 8.3 (46.9)                  | 5.4 (41.7)                  | 0.6 (33.1)                  | −1.7 (28.9)                 | 3.9 (39.0)                  |
| متوسط درجة الحرارة الصغرى °م (°ف) | −5.0 (23.0)                 | −5.3 (22.5)                 | −3.5 (25.7)                 | −1.0 (30.2)                 | 3.4 (38.1)                  | 6.4 (43.5)                  | 8.7 (47.7)                  | 8.9 (48.0)                  | 5.9 (42.6)                  | 3.0 (37.4)                  | −1.8 (28.8)                 | −4.1 (24.6)                 | 1.3 (34.3)                  |
| متوسط الرطوبة النسبية (%)         | 74                          | 76                          | 81                          | 82                          | 82                          | 83                          | 81                          | 81                          | 84                          | 79                          | 77                          | 76                          | 80                          |
| ساعات سطوع الشمس الشهرية          | 98                          | 99                          | 115                         | 129                         | 137                         | 148                         | 176                         | 164                         | 133                         | 123                         | 92                          | 82                          | 1٬497                       |
| المصدر: MeteoSwiss                |                             |                             |                             |                             |                             |                             |                             |                             |                             |                             |                             |                             |                             |